# Landstormens lilla argbigga
Landstormens lilla argbigga är en svensk film från 1941 i regi av Nils Jerring. Detta är dåtidens romantiska komedi, full av sång, lottor och militärer och ett stänk av "Romeo och Julia". I huvudrollerna ses Sickan Carlsson och George Fant.

## Handling
Sickan Carlsson spelar Marianne, en ung, rik och bortskämd kvinna som glatt roar sig i Stockholms nattliv. En av hennes vänner lyckas övertala henne att ställa upp som beredskapskvinna och hon tackar motsträvigt ja, dels eftersom hon inte riktigt förstår vad hon gett sig in på, dels för att få vara nära en viss man som råkar vara officer och belägen i närheten av den gård hon nu ska åka till. Men livet på landet är ganska krävande för en tjej som inte är van att arbeta och mannen hon försöker att fånga blir inte alls imponerad av hennes arbetsoverall i siden. Tvärtom tar han det som en utmaning att se till att hon för en gångs skull får jobba på riktigt.

## Om filmen
Filmen premiärvisades den 22 mars 1941. Den spelades in i Filmstaden Råsunda med exteriörer från Stockholms omgivningar av J. Julius.
Filmen fick överhuvudtaget ett gott mottagande av recensenterna. Nils Edgren i Social-Demokraten skrev: "Filmen har fart och flykt, anmärkningsvärt få fadäser och flera trevliga sångstumpar på pigga och lätt inlärda melodier." Roderick i Svenska Dagbladet ansåg att "[…]det är visserligen ingen märkvärdig eller originell inspelning, men den har stil, gott humör och svenskt hjärta."
Landstormens lilla argbigga har visats i SVT, bland annat 1982, 1990, 2010, i september 2020, i oktober 2022 och i november 2024.

## Rollista (i urval)
- Sickan Carlsson – Marianne Norrenius
- George Fant – löjtnant Viktor Söderman
- Marianne Löfgren – Klara, piga hos Södermans
- Holger Löwenadler – Sven Duvberg, kallad Sven Duva, värnpliktig
- Irma Christenson – grevinnan Elsie Tornskiöld, ledarinna för beredskapsflickorna
- Erik Berglund – godsägare Norrenius på Norrenäs säteri, Mariannes far
- Kotti Chave – direktör Olle Lindquist, uppfinnare, värnpliktig
- Stina Ståhle – Julia "Jullan" Söderman, Viktors mor
- Axel Högel – Karl Söderman, hennes man, agronom
- John Botvid – "lilla gubben"
- Bengt Dalunde – Richard, hotellets springpojke
- Karin Nordgren – fröken Karlsson, beredskapsflicka
- Gunnar Sjöberg – ingenjör
- Torsten Hillberg – kaptenen på kompaniexpeditionen
- Ingemar Holde – Janne Jansson, värnpliktig
- Karin Alexandersson – Alma, Norrenius hushållerska

## Musik i filmen
- She Was Coming 'Round the Mountain (Gör om'et den som kan), svensk text Harry Iseborg, sång Sigvard Wallbeck-Hallgren som dubbar Holger Löwenadler
- Scatterbrain (Fröken Tanklös), kompositör Frankie Masters, Kahn Keene och Carl Bean, engelsk text Johnny Burke svensk text Tommy, framförs nynnande av Sickan Carlsson
- I natt skall det sovas, kompositör och text Harry Iseborg, sång Kotti Chave och Sigvard Wallbeck-Hallgren som dubbar Holger Löwenadler
- Valse Intermezzo, kompositör Gunnar Johansson, instrumental
- Andante amoroso, kompositör Gunnar Johansson, instrumental
- Om jag bara finge dansa genom livet, kompositör och text Harry Iseborg, sång Sickan Carlsson
- Coda, kompositör Gunnar Johansson, instrumental

## DVD
Filmen gavs ut på DVD 2014.

### Webbkällor
- Landstormens lilla argbigga på Svensk Filmdatabas
- Landstormens lilla argbigga på Internet Movie Database (engelska)